# Ruttkay György (festőművész)
Ruttkay György (Vágsellye, 1898. december 5. – Miskolc, 1974. július 10.) jogász, miskolci festőművész.

## Élete, munkássága
Ruttkay György rajztehetsége korán felszínre tört, gimnazista korában már rendületlenül rajzolt. Első rajzait 1914-ben albumba gyűjtötte, témája a környező táj, Beckó vára, de sok szomorú rajza készült az első világháborúból hazatérő sérült katonákról, katonalovakról is. Tehetségét 1918-ban Kassák Lajos fedezte fel, az ő tanácsára jelentkezett 1920-ban a Magyar Képzőművészeti Főiskolára. Glatz Oszkár, Csordák Lajos és Krón Jenő tanítványaként végzett 1922-ben. Érdeklődése szerteágazó volt, közben építészeti és szobrászi tanulmányokat is folytatott. 1922-ben a Berlini Akadémián (Rheimann-iskola) tanult. Az szovjet-orosz képzőművészeti kiállításon megismerkedett az orosz avantgárdokkal, Tatlin és Malevics törekvéseivel, és kapcsolatba került a Sturmmal. Alkotásainak jellegzetessége volt ekkoriban a négyzetek és az átlós elrendezés alkalmazása.
1926-ban jogi végzettséget szerzett, és ezután Göncön, Szikszón és Kassán dolgozott jogászként. Ekkoriban vette feleségül Nyíry Lili szobrászművészt, aki már a második felesége volt. Jogi működése mellett seccót (Angyali üdvözlet) festett a gönci templomba (Dienes István, Szabados Jenő, Varga Béla és Tomory Aladár közreműködésével). 1939-től tagja, majd elnöke volt a Kassai Kazinczy Társaság képzőművészeti szakosztályának. 1945-től Szegeden volt egyetemi tanár, majd 1950-ben Miskolcra költözött. Ettől kezdve már kizárólag a képzőművészetnek élt. Különleges stílusban festette akvarellképeit, mert más módon használta a festéket, mint ahogy azt a vizes festékek esetén szokás. 1958 és 1963 között készítette Dante-sorozatát, amely 99 akvarellből áll. Több írása is megjelent: Szociális igazgatás (Kassa, 1943), Benczúr Gyula (Kassa, 1944), Ezerarcú Miskolc (Borsodi Szemle, Miskolc, 1965). Saját, 1918–1945 közötti festői életútját, életének fontosabb eseményeit Egy aktivista festő vallomásai címmel írta meg. Ruttkay György az európai avantgárd jellegzetességeit olvasztotta bele saját stílusába úgy, hogy életműve mégis sajátos és egyéni tudott lenni. Miskolcon hunyt el 1974-ben.

## Válogatott egyéni kiállításai
- 1920 – Kassa (Demeter–Rákosy–Ruttkay)
- 1922 – Kelet-szlovákiai Múzeum, Kassa (Lázár–Kontuly–Ruttkay)
- 1923 – Kassa (Kontuly Bélával)
- 1929 – Miskolc, Széchenyi u. 105. (Nyíry Lili szobrásszal és Zsedényi Gyula fényképésszel)
- 1930 – Szikszó (Nyíry Lili szobrásszal és Zsedényi Gyula fényképésszel)
- 1933 – Weidlich-palota kiállítási helyiség, Miskolc (Hajdu Bélával és Nyíry Lilivel)
- 1936 – Abaújszántó (Nyíry Lilivel)
- 1937 – Déri Múzeum, Debrecen (Nyíry Lilivel)
- 1949 – Kossuth Szálló, Miskolc (Nyíry Lilivel)
- 1978 – Nehézipari Műszaki Egyetem, Üvegterem, Miskolc (emlékkiállítás)
- 1984 – Herman Ottó Múzeum, Miskolc (emlékkiállítás)

## Válogatott csoportos kiállításai
- 1918, 1919 – A Ma kiállítása, Budapest
- 1922 – Akvarell és pasztell kiállítás, Nemzeti Szalon, Budapest
- 1926 – A Képzőművészek Új Társasága III. kiállítása, Ernst Múzeum, Budapest
- 1930 – Miskolc
- 1934 – A Lévay József Közművelődési Egyesület jubileumi kiállítása, Nemzeti Kaszinó, Miskolc
- 1935 – Frankel Szalon, Budapest (Nyíry–Elekes–Hajdu–Ruttkay)
- 1939 – V. Nemzetközi Képzőművészek Kiállítása, Kassa
- 1939 – Felvidéki Képzőművészek Kiállítása, Kassa
- 1940 – Felvidéki Képzőművészek Kiállítása, Nemzeti Szalon, Budapest
- 1942 – Kassai képzőművészek karácsonyi kiállítása, Kassa
- 1943 – Száz év Kassa képzőművészetéből, Kassa
- 1943 – Felvidék és Kárpátalja művészeinek kiállítása, Nemzeti Szalon, Budapest
- 1944 – Grafikai kiállítás, Kassa
- 1947 – Hét képzőművész kiállítása, Miskolc
- 1948 – Műegyetemi Napok tárlata, Miskolc
- 1949 – Csongrád megyei képzőművészeti kiállítás, Szeged
- 1969 – Moholy-Nagy és kortársai, Székesfehérvár
- 1971 – Ungarische Avantgarde, München–Milánó
- 1973 – A magyar aktivizmus története, Pécs
- 1975 – A magyar aktivizmus története, Róma–Párizs
- 1976 – A magyar aktivizmus története, Prága–Pozsony